# マン島の旗

マン島の旗、縦横比 1:2

イギリス王室の属領であるマン島の旗（マンとうのはた）は、赤い地の中央に、マン島の紋章である三脚巴（トリスケリオン、triskelion）をあしらったものである。マン島の三脚巴紋は、ヨーロッパにおける巴紋の一種で、鎧で覆われ膝と足首を直角に曲げた三本の脚が、太腿の付け根の部分で接合した形になっている。旗は、表裏両面とも足首の指す方向が時計回りになるように作られる。
マン島の旗は、ノルウェー君主の封臣でありマン島のノース人王朝の最後の王でもあったマグヌス3世（1252年 - 1265年）の紋章に基づいている。
三脚巴はケルト人が使った太陽を象徴する紋章であり、ミケーネやリュキアなど古代地中海の文明でも用いられている。またシチリアの旗も、メドゥーサの首を中心に3本の脚をあしらった三脚巴である。
イギリスの商船旗レッド・エンサインに三脚巴をあしらったものがマン島の商船旗となっている。

## 旗の一覧

? マン島の商船旗、縦横比 1:2
副総督旗
市民防衛隊の旗
? 縦横比2:3の別タイプ